# (4554) Fanynka
(4554) Fanynka – planetoida z pasa głównego asteroid okrążająca Słońce w ciągu 5,68 lat w średniej odległości 3,18 j.a. Odkrył ją Antonín Mrkos 28 października 1986 roku w Obserwatorium Kleť. Frantiska („Fanynka”) Burian (1911–1980) była związana z odkrywcą na początku drugiej wojny światowej.